# Campeonato Uruguayo de Fútbol Femenino 2020
El Campeonato Uruguayo de Fútbol Femenino constituyó el 24.° torneo de primera división del fútbol femenino uruguayo organizado por la AUF, correspondiente al año 2020. El campeón fue Club Nacional de Football.

## Equipos participantes

### Datos de los equipos
| Club                  | Ciudad      | Estadio            | Capacidad | Fundación                | Temporadas | Temp. Consecutivas | Títulos | Subtítulos | 2019 |
| --------------------- | ----------- | ------------------ | --------- | ------------------------ | ---------- | ------------------ | ------- | ---------- | ---- |
| Atenas                | San Carlos  | -                  | -         | 1 de mayo de 1928        | —          | —                  | —       | —          | —    |
| Danubio               | Montevideo  | -                  | -         | 1 de marzo de 1932       | 5          | —                  | —       | —          | —    |
| Defensor Sporting     | Montevideo  | -                  | -         | 15 de marzo de 1913      | —          | —                  | —       | —          | —    |
| Fénix                 | Las Piedras | Monegal            | 6.000     | 7 de julio de 1916       | 9          | 6                  | —       | —          | —    |
| Liverpool             | Montevideo  | -                  | -         | 15 de febrero de 1915    | 6          | 2                  | —       | —          | —    |
| Nacional              | Montevideo  | Los Céspedes       | -         | 14 de mayo de 1899       | 18         | 10                 | 4       | 9          | 2°   |
| Peñarol               | Montevideo  | José Pedro Damiani | 12.000    | 28 de septiembre de 1891 | 6          | 4                  | 3       | —          | 1°   |
| Progreso              | Montevideo  | -                  | -         | 30 de abril de 1917      | 1          | 1                  | —       | —          | —    |
| River Plate           | Montevideo  | River Plate        | -         | 11 de mayo de 1932       | 15         | 7                  | 2       | 2          | —    |
| San Jacinto-Rentistas | Montevideo  | -                  | -         | 26 de marzo de 1933      | 10         | 2                  | —       | —          | —    |

1. 1 2  Considerando el historial de Canelones Femenino y de Fénix.

## Clasificación

### Primera fase
|                       | PTS | PJ | PG | PE | PP | GF | GC | DIF |
| --------------------- | --- | -- | -- | -- | -- | -- | -- | --- |
| Nacional              | 25  | 9  | 8  | 1  | 0  | 53 | 4  | 49  |
| Peñarol               | 23  | 9  | 7  | 2  | 0  | 46 | 5  | 41  |
| Liverpool             | 17  | 9  | 5  | 2  | 2  | 25 | 10 | 15  |
| Fénix                 | 16  | 9  | 4  | 4  | 1  | 24 | 15 | 9   |
| Defensor Sporting     | 13  | 9  | 4  | 1  | 4  | 21 | 15 | 6   |
| Atenas                | 12  | 9  | 4  | 0  | 5  | 25 | 27 | -2  |
| Danubio               | 11  | 9  | 3  | 2  | 4  | 13 | 23 | -10 |
| River Plate           | 5   | 9  | 1  | 2  | 6  | 11 | 25 | -14 |
| San Jacinto-Rentistas | 5   | 9  | 1  | 2  | 6  | 9  | 28 | -19 |
| Progreso              | 0   | 9  | 0  | 0  | 9  | 1  | 76 | -75 |

### Segunda fase
|                   | PTS | PJ | PG | PE | PP | GF | GC | DIF |
| ----------------- | --- | -- | -- | -- | -- | -- | -- | --- |
| Nacional          | 12  | 4  | 4  | 0  | 0  | 15 | 3  | 12  |
| Peñarol           | 9   | 4  | 3  | 0  | 1  | 12 | 2  | 10  |
| Liverpool         | 4   | 4  | 1  | 1  | 2  | 5  | 10 | -5  |
| Fénix             | 4   | 4  | 1  | 1  | 2  | 3  | 13 | -10 |
| Defensor Sporting | 0   | 4  | 0  | 0  | 4  | 2  | 9  | -7  |

| Uruguay                                    |
| Campeón Uruguayo 2020 Nacional 5.to título |

### Descenso
|                       | PTS | PJ | PG | PE | PP | GF | GC | DIF |
| --------------------- | --- | -- | -- | -- | -- | -- | -- | --- |
| Danubio               | 10  | 4  | 3  | 1  | 0  | 9  | 3  | 6   |
| River Plate           | 9   | 4  | 3  | 0  | 1  | 12 | 3  | 9   |
| Atenas                | 6   | 4  | 1  | 1  | 2  | 5  | 9  | -4  |
| San Jacinto-Rentistas | 4   | 4  | 1  | 1  | 2  | 6  | 5  | 1   |
| Progreso              | 0   | 4  | 1  | 1  | 3  | 1  | 13 | -12 |